# Campionati statunitensi di sci alpino 2019
I Campionati statunitensi di sci alpino 2019 si sono svolti a Waterville Valley dal 23 al 26 marzo. Il programma ha incluso gare di slalom gigante, slalom speciale e combinata, tutte sia maschili sia femminili; le gare di slalom parallelo, maschile e femminile, sono state annullate.
Trattandosi di competizioni valide anche ai fini del punteggio FIS, vi hanno partecipato anche sciatori di altre federazioni, senza che questo consentisse loro di concorrere al titolo nazionale statunitense. 

## Risultati

### Uomini

#### Slalom gigante
| Pos. | Atleta              | Nazione     | Tempo   |
| ---- | ------------------- | ----------- | ------- |
| 1    | Ryan Cochran-Siegle | Stati Uniti | 2:15,35 |
| 2    | Brian McLaughlin    | Stati Uniti | 2:15,73 |
| 3    | Tommy Ford          | Stati Uniti | 2:16,73 |
| 4    | Nicholas Krause     | Stati Uniti | 2:17,02 |
| 5    | Sam Morse           | Stati Uniti | 2:17,25 |
| 6    | Luke Winters        | Stati Uniti | 2:17,31 |
| 7    | David Domonoske     | Stati Uniti | 2:18,32 |
| 7    | Drew Duffy          | Stati Uniti | 2:15,35 |
| 9    | Guillaume Grand     | Francia     | 2:18,51 |
| 10   | Tim Gavett          | Stati Uniti | 2:18,77 |

Data: martedì 26 marzo 2019

Località: Waterville Valley

1ª manche:

Ore: 

Pista: 

Partenza: 998 m s.l.m.

Arrivo: 616 m s.l.m.

Dislivello: 382 m

Tracciatore: Forest Carey

2ª manche:

Ore: 

Pista: 

Partenza: 998 m s.l.m.

Arrivo: 616 m s.l.m.

Dislivello: 382 m

Tracciatore: Peter Dodge

#### Slalom speciale
| Pos. | Atleta         | Nazione     | Tempo   |
| ---- | -------------- | ----------- | ------- |
| 1    | Luke Winters   | Stati Uniti | 1:44,07 |
| 2    | Garret Driller | Stati Uniti | 1:44,96 |
| 3    | Sandy Vietze   | Stati Uniti | 1:44,99 |
| 4    | Alex Leever    | Stati Uniti | 1:45,36 |
| 5    | Jimmy Krupka   | Stati Uniti | 1:45,40 |
| 6    | Jett Seymour   | Stati Uniti | 1:45,55 |
| 7    | Tim Gavett     | Stati Uniti | 1:45,90 |
| 8    | Drew Duffy     | Stati Uniti | 1:45,91 |
| 9    | Erik Arvidsson | Stati Uniti | 1:45,92 |
| 10   | Phil Brown     | Canada      | 1:46,36 |

Data: domenica 24 marzo 2019

Località: Waterville Valley

1ª manche:

Ore: 10.00

Pista: 

Partenza: 800 m s.l.m.

Arrivo: 606 m s.l.m.

Dislivello: 194 m

Tracciatore: Peter Anderson

2ª manche:

Ore: 14.15

Pista: 

Partenza: 800 m s.l.m.

Arrivo: 606 m s.l.m.

Dislivello: 194 m

Tracciatore: Nathan Bryant

#### Combinata
| Pos. | Atleta       | Nazione     |
| ---- | ------------ | ----------- |
| 1    | Luke Winters | Stati Uniti |
| 2    | ?            | ?           |
| 3    | ?            | ?           |

#### Slalom parallelo
La gara, prevista il 24 marzo, è stata annullata.

### Donne

#### Slalom gigante
| Pos. | Atleta                | Nazione     | Tempo   |
| ---- | --------------------- | ----------- | ------- |
| 1    | Keely Cashman         | Stati Uniti | 2:28,46 |
| 2    | Nina O'Brien          | Stati Uniti | 2:28,74 |
| 3    | Patricia Mangan       | Stati Uniti | 2:29,68 |
| 4    | Alice Merryweather    | Stati Uniti | 2:31,36 |
| 5    | Paula Moltzan         | Stati Uniti | 2:31,45 |
| 6    | Stefanie Fleckenstein | Canada      | 2:31,67 |
| 7    | Lisa Olsson           | Svezia      | 2:31,72 |
| 8    | Resi Stiegler         | Stati Uniti | 2:32,89 |
| 9    | Claire Thomas         | Stati Uniti | 2:32,93 |
| 10   | Emma Hall             | Stati Uniti | 2:33,27 |

Data: lunedì 25 marzo 2019

Località: Waterville Valley

1ª manche:

Ore: 

Pista: 

Partenza: 998 m s.l.m.

Arrivo: 616 m s.l.m.

Dislivello: 382 m

Tracciatore: Kristoph Shampeny

2ª manche:

Ore: 

Pista: 

Partenza: 998 m s.l.m.

Arrivo: 616 m s.l.m.

Dislivello: 382 m

Tracciatore: Shaun Goodwin

#### Slalom speciale
| Pos. | Atleta           | Nazione     | Tempo   |
| ---- | ---------------- | ----------- | ------- |
| 1    | Nina O'Brien     | Stati Uniti | 1:55,25 |
| 2    | Paula Moltzan    | Stati Uniti | 1:57,35 |
| 3    | Patricia Mangan  | Stati Uniti | 1:57,44 |
| 4    | Resi Stiegler    | Stati Uniti | 1:57,72 |
| 5    | Lila Lapanja     | Stati Uniti | 1:58,29 |
| 6    | Keely Cashman    | Stati Uniti | 1:58,70 |
| 7    | Emma Hall        | Stati Uniti | 1:58,75 |
| 8    | Stephanie Currie | Canada      | 1:59,19 |
| 9    | Caroline Jones   | Stati Uniti | 1:59,22 |
| 10   | Emma Woodhouse   | Canada      | 1:59,42 |

Data: domenica 24 marzo 2019

Località: Waterville Valley

1ª manche:

Ore: 8.15

Pista: 

Partenza: 800 m s.l.m.

Arrivo: 606 m s.l.m.

Dislivello: 194 m

Tracciatore: Magnus Andersson

2ª manche:

Ore: 12.30

Pista: 

Partenza: 800 m s.l.m.

Arrivo: 606 m s.l.m.

Dislivello: 194 m

Tracciatore: Tim Kelley

#### Combinata
| Pos. | Atleta       | Nazione     |
| ---- | ------------ | ----------- |
| 1    | Nina O'Brien | Stati Uniti |
| 2    | ?            | ?           |
| 3    | ?            | ?           |

#### Slalom parallelo
La gara, prevista il 24 marzo, è stata annullata.